# Derzhavin (krater)
Derzhavin är en nedslagskrater på planeten Merkurius, med en diameter på ungefär 156 kilometer.
1979 uppkallades kratern efter den ryske poeten Gavrila Derzjavin.